# Список эпизодов телепередачи The Grand Tour
Ниже представлен список эпизодов телепередачи The Grand Tour.

## Обзор сезонов
| Сезон | Серии | Серии | Даты показа      | Даты показа      |
| Сезон | Серии | Серии | Первая серия     | Последняя серия  |
| ----- | ----- | ----- | ---------------- | ---------------- |
| 1     | 13    | 13    | 18 ноября 2016   | 3 февраля 2017   |
| 2     | 11    | 11    | 8 декабря 2017   | 16 февраля 2018  |
| 3     | 14    | 14    | 18 января 2019   | 12 апреля 2019   |
| 4     | 4     | 4     | 13 декабря 2019  | 17 декабря 2021  |
| 5     | 3     | 3     | 16 сентября 2022 | 16 февраля 2024  |
| 6     | 1     | 1     | 13 сентября 2024 | 13 сентября 2024 |

## Список эпизодов

### Сезон 1 (2016—2017)
| № в сериале | № в сезоне | Название                                                                | Обзоры                                                                                    | Специальные гости                                                                | Расположение тента                   | Дата премьеры   |
| --- | ---------- | ----------------------------------------------------------------------- | ----------------------------------------------------------------------------------------- | -------------------------------------------------------------------------------- | ------------------------------------ | --------------- |
| 1 | 1          | «The Holy Trinity» «Святая троица»                                      | Ferrari LaFerrari, McLaren P1, Porsche 918, BMW M2                                        | Жером Д’Амброзио, Арми Хаммер, Джереми Реннер, Кэрол Вордерман, Hothouse Flowers | Лос-Анджелес, Калифорния, США        | 18 ноября 2016  |
| Новая передача Кларксона, Хаммонда и Мэя начинается с сюжета о том, как Кларксон покидает Лондон под сопровождение новостей о его увольнении с BBC. Он направляется в Лос-Анджелес, где встречает Хаммонда и Мэя. Спустя некоторое время троица выступает перед зрителями на сцене посреди пустыни и представляет свою передвижную студию в виде тента. В первом сюжете нового шоу Кларксон, Хаммонд и Мэй тестируют гибридные суперкары McLaren P1, Porsche 918 и Ferrari LaFerrari на международном автодроме Алгарве в Португалии. Затем Кларксон презентует новый тестовый трэк передачи, названный «Эболадромом». Разговора с «гостями программы» не было, также «гости» не водили машины. Вместо этого они «умерли», и, что неудивительно, не смогли принять участие в передаче. «Умерли» все, кроме Жерома Д’Амброзио, который тестировал суперкары на трэке в силу того, что Американец, новый постоянный пилот программы, просто «не захотел» этого делать. Эпизод заканчивается тем, что Кларксон проспаривает Хаммонду и Мэю. Он поставил на то, что если McLaren P1 будет медленнее Porsche 918 и Ferrari LaFerrari, он позволит им двоим разрушить свой дом. McLaren P1 пришёл последним. |            |                                                                         |                                                                                           |                                                                                  |                                      |                 |
| 2 | 2          | «Operation Desert Stumble» «Операция "Осечка в пустыне"»                | Aston Martin Vulcan, Audi S8                                                              | Шарлиз Терон                                                                     | Йоханнесбург, Южная Африка           | 25 ноября 2016  |
| В этом эпизоде студия расположилась в Колыбели человечества поблизости Йоханнесбурга. Кларксон, Хаммонд и Мэй обсуждают Президента ЮАР Джейкоба Зуму, его собственный бассейн, построенный на бюджетные деньги, и проблему массового угона машин в Южной Африке. Кларксон и Американец тестируют Aston Martin Vulcan. Продюсер Энди Уилман присылает троице приглашение на военные учения в учебный центр специальных операций имени короля Абдуллы в Иордании. Автомобилестроитель Йохан Акерманн демонстрирует собственноручно построенную копию машины Sauber Mercedes C9. Мэй посещает Соуэто, чтобы принять участие в шоу, в котором машины крутят «пончики» и испускают дым из-под колёс, а покрышки взрываются. Затем на женщину, представленную как Шарлиз Терон, нападает лев и «убивает» её. В конце передачи Кларксон, Хаммонд и Мэй возвращаются в учебный центр в Иордании, чтобы рассказать об Audi S8 Plus, спасти высокопоставленное лицо и доставить его в «Британское посольство». |            |                                                                         |                                                                                           |                                                                                  |                                      |                 |
| 3 | 3          | «Opera, Arts and Donuts» «Опера, искусство и пончики»                   | Aston Martin DB11, Rolls-Royce Dawn, Dodge Challenger SRT Hellcat                         | Саймон Пегг                                                                      | Уитби, Англия, Великобритания        | 2 декабря 2016  |
| В этом эпизоде студия расположилась на пристани в порту Уитби. Ведущие оправдывают название своего нового шоу и отправляются в гран-тур по Италии, в котором тестируют Aston Martin DB11, Rolls-Royce Dawn и Dodge Challenger SRT Hellcat. Путешествие начинается с Сиенского Палио. Вскоре ведущие посещают площадь Синьории в Вероне и заканчивают путешествие в венецианской лагуне. Саймон Пегг падает с моста в воду и погибает. Джереми Кларксон представляет свой беспилотный автомобиль. Хаммонд и Мэй разрушают дом Кларксона в Чадлингтоне. |            |                                                                         |                                                                                           |                                                                                  |                                      |                 |
| 4 | 4          | «Enviro-mental» «Экологическое безумие»                                 | Porsche 911 GT3 RS, BMW M4 GTS                                                            | Джимми Карр                                                                      | Уитби, Англия, Великобритания        | 9 декабря 2016  |
| Кларксон делает обзор на Porsche 911 GT3 RS и сравнивает его с BMW M4 GTS. Несмотря на то, что M4 GTS Кларксону не понравился своим неудобством и низкой производительностью, он, тем не менее, объявляет его победителем, всего лишь из-за того, что Хаммонд приобрёл себе GT3 RS. M4 GTS делает круг по Эболадрому за 1:22.4. Это на 2 секунды медленнее, чем GT3 RS. Ведущие отправляются в Уэльс, чтобы на базе Land Rover Discovery изготовить самые экологичные кузова машин. На начальном этапе Мэй изготавливает кузов своей машины из глины, Кларксон — из останков животных, а Хаммонд сажает сад. Кузов машины Мэя моментально разваливается. В результате, он перестраивает его из кирпичей. Кузов машины Кларксона растаскивают местные собаки и лисы. После того, как Кларксон чинит его рёбрышками из местного паба, троица начинает пересекать реку. Джеймс перекапывает поле, чтобы изготовить ещё больше кирпичей, и задевает экскаватором машину Хаммонда. На следующее утро он изготавливает новый кузов - из сена и навоза. Троица прибывает на грунтовую трассу, где она соревнуется с тремя обычными машинами. Благая идея об экологичных кузовах машин рушится на глазах: мясной кузов машины Клаксона гниёт и в нём заводятся личинки, садовый кузов Хаммонда загорается, а кузов из сена и навоза Мэя разваливается. Джимми Карр - гость постоянной рубрики «Звёздной мозголомки». Его гидроцикл врезается в лодку на пути к студии программы. Дабы заполнить хронометраж программы, ведущие представляют Audi TT Mk1 Quattro с Хаммондом, спрятавшимся за задним бампером. По словам ведущих, это отличный способ для незаконных иммигрантов проникнуть в страну. |            |                                                                         |                                                                                           |                                                                                  |                                      |                 |
| 5 | 5          | «Moroccan Roll» «Рок в Марокко»                                         | Mazda MX-5, Zenos E10, Alfa Romeo 4C Spider                                               | Golden Earring                                                                   | Роттердам, Нидерланды                | 16 декабря 2016 |
| Студия располагается в порту Роттердама. Ведущие отправляются в Марракеш, чтобы выяснить, какой из спорткаров лучший: Mazda MX-5, Zenos E10 или Alfa Romeo 4C Spider. Во время поездки у Кларксона, управляющего 4C, отнимается нога и он останавливается на обочине дороги. Затем он предлагает Хаммонду и Мэю взвесить свои машины, чтобы доказать, что 4C - самый лёгкий из них. Для этого он строит гигантские весы и использует в качестве противовеса туши животных. Хаммонд пытается убрать свой MX-5 с весов. Весы рушатся. Местные власти приказывают съёмочной группе покинуть место съёмки, так как использование туш животных в качестве противовесов в Марокко запрещено. Кларксон со съёмочной группой уезжают от Хаммонда и Мэя, чтобы побольше рассказать о 4C. Ведущие останавливаются на съёмочной площадке Atlas Studios в Уарзазате, чтобы выяснить, кто из них будет быстрее в гонке среди декораций из фильма Астерикс и Обеликс: Миссия «Клеопатра» и сериала Игра престолов. Хаммонд врезается в декорацию египетской статуи на финише. Тем не менее, он приходит первым. Затем, Хаммонд и Мэй играют в морской бой, используя старые машины в качестве кораблей и REVA в качестве ракет. Местная рок-группа Golden Earring выступает на причале. Провод электропитания падает в воду. Членов группы ударяет током и они погибают. В перерыве между сюжетами Кларксон надувает секс-куклу двигателем V-8. |            |                                                                         |                                                                                           |                                                                                  |                                      |                 |
| 6 | 6          | «Happy Finnish Christmas» «Веселого финского Рождества»                 | Ford Mustang GT, Ford Focus RS, Ford GT40, Ferrari P3                                     | Джон Сёртис, Боб Гелдоф, Кими Райкконен                                          | Саариселькя, Лапландия, Финляндия    | 23 декабря 2016 |
| Студия располагается в лесах поблизости городка Саариселькя. В порту Лондона Хаммонд встречает первый праворульный Ford Mustang GT в порту и проводит ему экскурсию по Лондону и окрестностям. Неподалёку от Стоунхенджа в поездку вмешивается Кларксон и заявляет, что лучший выбор — это Ford Focus RS. Это приводит к гонке между автомобилями с остановкой в ущелье Чеддер. Mustang побеждает Focus в драг-рейсинге, но на Эболадроме он приходит вторым. В постоянной рубрике программы «Разговорная улица» Кларксон и Мэй спорят на тему того, какой из шоколадных батончиков - Flake или Double Decker - сильнее всех крошится в салоне автомобиля. Пьяный Кими Райкконен появляется из-за деревьев с бутылкой водки в руке и падает замертво из-за того, что у него отказывает печень. В перерыве между сюжетами ведущие представляют свой «грот в стране Санта-Клауса», в котором они обсуждают идеи рождественских подарков, в основном состоящих из повседневных вещей, украшенных логотипом марок автомобилей. Мэй звонит Бобу Гелдофу через сеанс видеосвязи. Сегвей с закреплённым на нём планшетом появляется в студии программы. На планшете транслируется лицо Гелдофа, а сам Гелдоф управляет сегвеем дистанционно. Затем Мэй проводит экскурс в историю 24-часовых гонок по Ле-Ману, которые дали жизнь таким знаковым спорткарам, как Ford GT40 и Ferrari P3. |            |                                                                         |                                                                                           |                                                                                  |                                      |                 |
| 7 | 7          | «The Beach (Buggy) Boys - Part 1» «Парни на пляжных багги, часть 1»     | —                                                                                         | —                                                                                | —                                    | 30 декабря 2016 |
| Продюсер Энди Уилман бросает вызов ведущим программы. Он хочет доказать, что пляжные багги - плохое средство передвижения. Испытание заключается в преодолении 1609 километров по Берегу Скелетов в трёх пляжных багги, каждый из которых основан на Volkswagen Beetle, но сконструирован по-своему. Красный багги Мэя - это реплика знаменитого Meyers Manx. В фиолетовом с блёстками багги Кларскона встроен 3.5-литровый двигатель V8 от Range Rover. На месте встречи Кларскон и Мэй критикуют белый багги Хаммонда из-за присутствия в нём запчастей, не специфичных для пляжных багги. После, они едут всю ночь сквозь пустыню и натыкаются на заброшенную алмазную шахту. Затем они возвращаются к побережью и едут на север по берегу. Начинаются прилив и они становятся зажатыми с одной стороны - подступающей водой, с другой стороны - высокими дюнами. После 36 часов поездки в никуда, ведущие делают привал около обломков корабля Eduard Bohlen, а затем отправляются в пустыню Намиб. Троица преодолевает несколько крутых дюн, проезжает по труднопроходимой местности, а затем, наконец, находит дорогу. Багги Кларксона ломается из-за перегрева. Хаммонд и Мэй бросают его и доезжают до Виндхука, где отдыхают и выпивают пиво. |            |                                                                         |                                                                                           |                                                                                  |                                      |                 |
| 8 | 8          | «The Beach (Buggy) Boys - Part 2» «Парни на пляжных багги, часть 2»     | —                                                                                         | —                                                                                | —                                    | 31 декабря 2016 |
| Кларксон, наконец, добирается до Виндхука и встречается с Хаммондом и Мэем. Они начинают готовиться ко второй, заключительной части путешествия до границы с Анголой. Ухабистая дорога причиняет множество страданий Кларксону и Мэю, и Мэй предлагает продолжить передвижение по бездорожью. В итоге, они заезжают на ещё более ухабистую местность и застревают в очень мягком песке. Затем они возвращаются на дорогу и вскоре делают привал. Мэй пытается испортить багги Кларксона, но случайно поджигает свой собственный автомобиль. До границы с Анголой остаётся около двух километров непроходимой на багги местности и ведущие сооружают канатную дорогу для переправки своих машин через кишащую крокодилами реку. Кларксон и Мэй переправляются без происшествий, а Хаммонд застревает, не доехав 200 метров до точки назначения. Из-за этого Кларксон резюмирует, что багги действительно плохой способ передвижения по пересечённой местности, и Уилман оказался прав. |            |                                                                         |                                                                                           |                                                                                  |                                      |                 |
| 9 | 9          | «Berks to the Future» «Задом в будущее»                                 | Honda NSX, Land Rover Discovery, MGB, Mercedes-Benz SL, REVA                              | Nena                                                                             | Штутгарт, Германия                   | 6 января 2017   |
| Тент располагается во дворе Людвигсбургской резиденции. Кларксон хвалит Германию и называет её «колыбелью автомобилестроения». Мэй обозревает новую Honda NSX. Кларксон собирается построить улучшенный SUV. Для этого он скрещивает кузов MGB Roadster 1978 года с шасси от Land Rover Discovery. После того, как кузов отваливается, Кларксон решает заменить его кузовом от Mercedes-Benz SL 1980-х годов. Затем он отвозит Хаммонда и Мэя на нём до стадиона футбольного клуба Челси, а после продаёт его на аукционе Coys за 4000 фунтов стерлингов. Силуэт, предположительно, немецкой певицы Nena улетает в небо на 99 красных воздушных шариках. Ведущие находят совершенно иной способ подзарядки аккумуляторов мобильных телефонов. Мэй проезжает на REVA, заряженным энергией, выработанной тренировками людей в спортзале. Хаммонд пытается построить различные вариации пост-апокалиптичного автофургона, которые Кларксон и Мэй скрупулёзно проверяют на прочность. |            |                                                                         |                                                                                           |                                                                                  |                                      |                 |
| 10 | 10         | «Dumb Fight at the O.K. Coral» «Перепалка у коралла О. К.»              | Alfa Romeo Giulia Quadrifoglio                                                            | Брайан Джонсон                                                                   | Нашвилл, Теннесси, США               | 13 января 2017  |
| Тент расположился в Нашвилле на берегу реки Камберленд. Кларксон тестирует Alfa Romeo Giulia Quadrifoglio в Уэльсе и на Эболадроме. Затем ведущие, обеспокоенные судьбой вымирающих коралловых рифов, отправляются в Барбадос, чтобы затопить пять кузовов автомашин, которые дадут основу новым коралловым рифам. Они теряют два автомобиля и рыбацкую лодку на причале, и местные власти приказывают им покинуть это место. Вскоре им удаётся затопить две машины на месте будущего рифа, и Мэю поручают связать их вместе, пока Кларксон и Хаммонд катаются на водных лыжах. Когда они узнают, что Мэю не удалось связать машины вместе, Кларксон заныривает и приваривает машины к морскому дну. На следующий день они узнают, что машины были вынесены на берег. В попытке затащить машины обратно в море, их плот разваливается. Затем Мэй пытается вытянуть машины бульдозером обратно в гавань, но терпит неудачу. Кларксон пытается затянуть машины в море на своём судне с установленным на нём автокраном. Затем их выгоняют работники местного отеля. На следующее утро ведущие завозят Land Rover на воздушных подушках в море, но Кларксон бросает своих соведущих в открытом море, чтобы погоняться с тримараном. Затем они достигают место будущего рифа и затапливают автомобиль. Бывшего вокалиста группы AC/DC Брайана Джонсона сбивают с ног и затаптывают до смерти игроки в американский футбол. Ведущие и зрители спорят над лексическим значением слова «футбол». |            |                                                                         |                                                                                           |                                                                                  |                                      |                 |
| 11 | 11         | «Italian Lessons» «Уроки итальянского»                                  | Fiat 124 Spider 2016, Maserati Biturbo Coupé, Maserati 430 Saloon, Maserati Zagato Spyder | сэр Крис Хой                                                                     | Лох-Несс, Шотландия, Великобритания  | 20 января 2017  |
| Тент расположился на берегу озера Лох-Несс. Хаммонд обозревает новый Fiat 124 Spider 2016 на Эболадроме. Ведущие покупают подержанные Maserati за £8,000 чтобы доказать, что они лучше, чем новый Ford Focus. Они отправляются на гоночную трассу Круа-ан-Тернуа во Францию, где тестируют Maserati Biturbo Coupé Кларксона, Maserati 430 Saloon Хаммонда и Maserati Zagato Spyder Мэя. Поскольку Мэй сломал свою правую руку, он взял вариант с АКП. Ведущие отправляются в путешествие по северной части Франции. После нескольких поломок автомобиля Кларксона, троица заезжает на пляж, а затем отправляется в Онфлёр, где по очень узким улочкам пытается пробраться к своему отелю. На следующее утро они отправляются назад в Англию через порт города Гавр с одним условием: кто приедет последним, продаёт свою Maserati. Biturbo Кларксона ломается, но он помещает его на эвакуатор и продолжает гонку. Он добирается до паромного порта, но замечает, что во время погони за Хаммондом, его Biturbo отсоединился от эвакуатора. Мэй врезается в лодку самым впечатляющим способом. Ведущие резюмируют, что покупка подержанной Maserati в 66% случаев будет успешной, машина будет рабочей. В рубрике «Взорви мозг знаменитости» Крис Хой плывёт на лодке до студии, но неожиданно подрывается на подводной мине. Кларксон представляет свою «хэндc-фри» систему, которая заключается в сидящем рядом болгарине, подносящем к водителю мобильный телефон, и недорогое массажное кресло, представляющее из себя тайку, встроенную в автомобильное кресло. |            |                                                                         |                                                                                           |                                                                                  |                                      |                 |
| 12 | 12         | «[censored] to [censored]» «Из [опущено цензурой] в [опущено цензурой]» | Lexus GS-F, Bentley Bentayga, Range Rover L405, Jaguar F-Pace                             | Тим Бёртон                                                                       | Лох-Несс, Шотландия, Великобритания  | 27 января 2017  |
| Тент остался на берегу озера Лох-Несс, потому что Хаммонд и Мэй убеждены, что лох-несское чудовище прячется где-то глубоко в водах озера. Кларксон обозревает Lexus GS-F и обсуждает то, какой вред этот автомобиль может нанести животным. Ведущие отправляются в город Вэнк в Германии, где Мэй в Bentley Bentayga, Кларксон в Range Rover L405 и Хаммонд в Jaguar F-Pace решают проехать по романтической дороге через города Киссинг, Петтинг и Фуккинг. Троица проезжает Ландсбергскую тюрьму и ночует в Фуккинге. Кларксон и Хаммонд предлагают Мэю не ехать в город Веддинг и отправиться вместо этого на Нюрбургринг. Из-за того, что Мэй неправильно задаёт место назначения навигатору, троица отправляется в Норисринг в Нюрнберге. Затем они находят карьер, в котором устраивают заезды на время. Кларксон жульничает, проезжая по холму и пересекая реку, и приезжает первым с отрывом в 2 минуты. Тим Бёртон плывёт по Лохх-Нессу в небольшом батискафе, который взрывается, не доплыв до тента, затем из воды появляется лох-несское чудовище. |            |                                                                         |                                                                                           |                                                                                  |                                      |                 |
| 13 | 13         | «Past v Future» «Прошлое против будущего»                               | VW Golf GTI, BMW i3, Bugatti Veyron, Porsche 918 Spyder, Nissan Patrol                    | Роджер Долтри, Уилко Джонсон, Даниэль Риккардо                                   | Дубай, Объединённые Арабские Эмираты | 3 февраля 2017  |
| Тент находится в Дубае. Кларксон сравнивает свой Volkswagen Golf GTI с BMW i3 Мэя в драгрейсинге на аэродроме, а также в поездке из Лондона в Дартмур на концерт Роджера Долтри и Уилко Джонсона. Кларксон и Хаммонд отправляют Джеймса провести один день в компании «лебёдчиков», людей, специально застревающих в грязи на своих внедорожниках, а затем достающие себя оттуда лебёдкой. В рубрике «Взорви мозг знаменитости» гонщик Формулы-1 Даниэль Риккардо врезается на судне на воздушной подушке в стену тента, а затем затягивается в работающий вентилятор судна. Хаммонд побеждает Bugatti Veyron в драгрейсинге на Porsche 918 Spyder, но тут же проигрывает непримечательному Nissan Patrol с 1900 лошадиными силами под капотом. Затем он отправляется во Францию на испытательный полигон компании Michelin для того, чтобы научиться дрифту. Затем он демонстрирует полученные навыки на Рокингем Мотор Спидвей, соревнуясь с 13-летним ребёнком и человеком с ампутированными руками. Мэй заканчивает выпуск серией неудачных моментов дрифта от Кларксона и Хаммонда. |            |                                                                         |                                                                                           |                                                                                  |                                      |                 |

### Сезон 2 (2017—2018)
| № в сериале | № в сезоне | Название                                                         | Обзоры | Специальные гости                       | Дата премьеры   |
| --- | ---------- | ---------------------------------------------------------------- | --- | --------------------------------------- | --------------- |
| 14 | 1          | «Past, Present or Future» «Прошлое, настоящее и будущее»         | — | Дэвид Хассельхофф, Рики Уилсон          | 8 декабря 2017  |
| Тент получил постоянное место, теперь он установлен в Котсуолде, на полпути между домами Хаммонда и Мэя, чтобы уладить споры, кому дольше добираться до работы. Однако, как отмечают коллеги, он установлен в двух шагах от нового дома Кларксона, и его даже видно из панорамного окна. В первом эпизоде троица отправляется в Швейцарию, чтобы на примере трёх суперкаров выяснить, что лучше: прошлое, настоящее или будущее. Джереми представляет бензиновое прошлое вместе с Lamborghini Aventador, Джеймс — гибридное настоящее в лице Honda NSX, а Ричард электрическое будущее — Rimac Concept One. В первый день путешествия ведущие знакомятся со своими автомобилями и приезжают в отель, который выбрал Хаммонд. Это оказался спа-детокс центр, что очень не понравилось его коллегам, ведь там подают на ужин только полезную пищу и не наливают алкоголь. На этом ведущие возвращаются в студию, чтобы снова оказаться на «Разговорной улице» и обсудить важные новости. Сначала досталось Мэю, который сменил имидж. Далее ведущие извинились, что выход второго сезона шоу задержался. Это связано с тем, что все трое по разным причинам попали в больницу. Больше всего от коллег досталось Кларксону, который умудрился заболеть пневмонией во время отпуска на побережье Мальорки. Затем троица обсудила новую разработку Nissan и самые раздражающие звуки, окружающие нас. На следующее утро в Швейцарии ведущие отправились в небольшой город Люцерн, чтобы с трудом преодолеть старинные узкие улицы и посетить музей транспорта. Когда на следующий день маршрут повторился, Мэй и Кларксон догадались, что Хаммонду больше негде заряжать свой электромобиль. Джереми взял командование в свои руки, и все трое отправились на аэродром, чтобы в драг-рейсе выяснить, чья машина быстрее. В прошлом сезоне рубрика «Взорви мозг знаменитости» получала много критики. Во втором сезоне представлена новая рубрика «Бой звезд», в которой ведущие приглашают двух знаменитостей из одной сферы деятельности, чтобы выяснить, кто из них проедет по треку быстрее на Jaguar F-Type. В первом эпизоде это два бывших судьи шоу талантов — Дэвид Хассельхофф и Рики Уилсон. В Швейцарии с 1955 года запрещены гонки, но Мэй нашёл мероприятие по скоростному подъёму на холм. Однако, не все автомобили пережили это испытание. Уже после финиша Хаммонд не справился с управлением на повороте и вылетел с холма. |            |                                                                  | |                                         |                 |
| 15 | 2          | «The Falls Guys» «Мальчики с водопада»                           | Ford GT, Mercedes AMG GT R                                                                                                | Кевин Питерсен, Брайан Уилсон           | 15 декабря 2017 |
| В этом эпизоде Джереми Кларксон, Джеймс Мэй и Ричард Хаммонд участвуют в своём классическом соревновании, выясняя, кто быстрее доберётся до нужной точки. На это раз им предстоит преодолеть путь из Центрального парка Нью-Йорка до Ниагарского водопада на границе с Канадой. Джереми вступает в бой за рулём новейшего 647-сильного Ford GT, а Мэй — на общественном транспорте. Для Мэя ситуация осложняется тем, что вместе с ним отправляется Хаммонд, который после аварии в предыдущем эпизоде передвигается на костылях. Джеймс и Ричард преодолеют путь на метро, аэроэкспрессе, самолёте и автобусе, пока Джереми отстаивает честь автомобиля. В рубрике «Разговорная улица» ведущие обсуждают окончание сезона Формулы 1, проблемы беспилотных автомобилей и рекламу, которая могла бы быть в их шоу. Также в этой серии Кларксон тестирует Mercedes AMG GT R на пару с новым тест-пилотом передачи, которым оказалась... девушка. Рубрика «Бой звезд» отвечает на вопрос: кто быстрее из людей, которые зарабатывают на жизнь бросками, ловлей и отбиванием маленьких мячей — игрок в крикет Кевин Питерсен или бейсболист Брайан Уилсон. |            |                                                                  | |                                         |                 |
| 16 | 3          | «Bah Hambug-atti» «Бу-га-гатти»                                  | Kia Stinger GT, Bugatti Chiron                                                                                            | Хью Бонневилль, Кейси Андерсон          | 22 декабря 2017 |
| Джереми Кларксон задаётся вопросом: нужны ли гламурным европейцам их вертолёты и самолёты, чтобы завтракать в Сен-Тропе, а потом кататься на лыжах в Альпах и ужинать в Турине, или для этого можно использовать автомобиль. И не простой автомобиль, потому что он тестирует новый 1479-сильный Bugatti Chiron в эпическом кросс-Европейском турне. Джеймс Мэй отправляется на средиземноморский остров Мальорка, чтобы выяснить, быстрее ли новый Kia Stinger GT, чем сама гравитация, участвуя в гонке с несколькими скейтбордистами. Затем он присоединится к Хаммонду, чтобы развеять скуку офисных обеденных перерывов гоночными соревнованиями на парковке бизнес-парка. На «Разговорной улице» наступило Рождество, и троица наряжает ёлку и дарит друг другу подарки. А в рубрике «Бой звезд» сразятся актёр Хью Бонневилль и натуралист Кейси Андерсон, выясняя, кто самый быстрый из людей, у которых есть собственный медведь. |            |                                                                  | |                                         |                 |
| 17 | 4          | «Unscripted» «Без сценария»                                      | McLaren 720S, Audi TT RS, Ariel Nomad, Lada Riva                                                                          | Майкл Болл, Элфи Бо                     | 29 декабря 2017 |
| Джереми, Джеймс и Ричард попытаются показать, что произойдёт, если у Гранд Тура будет полностью неподготовленный сюжет: без сценария, заранее продуманных локаций, отрепетированных трюков и запланированных происшествий. Все трое соглашаются, что отправной точкой их путешествия станет Хорватия, куда Кларксон прибывает на Audi TT RS, Хаммонд на совершенно несопоставимом Ariel Nomad, а Мэй на старой Ладе, которую он превратил в пожарную машину. Эта ситуация демонстрирует, что всё же хорошо иметь какой-то заранее подготовленный сценарий. На «Разговорной улице» ведущие подводят итоги года и вручают автомобильные награды по версии Гранд Тура. Также в этой серии Хаммонд проверяет новый McLaren 720S на Эболадроме, а в «Звёздных схватках» Майкл Болл и Элфи Бо соревнуются за титул самого быстрого в мире классического певца, имеющего отношение к британской индустрии автомобилестроения. |            |                                                                  | |                                         |                 |
| 18 | 5          | «Up, Down and Round the Farm» «Вверх, вниз и по просторам фермы» | Ripsaw EV2, Volkswagen Golf GTI, Volkswagen Up! GTI                                                                       | Билл Бэйли, Доминик Купер, Марк Хиггинс | 5 января 2018   |
| Хаммонд отправляется в Арабские Эмираты, чтобы протестировать невероятно мощный пляжный багги в пустыне, а также элитный танк класса «Люкс» Ripsaw EV2, отправившись с ним на шопинг в один из торговых центров в Дубае. Джеймс, тем временем, вспоминает о том, какие эмоции должны вызывать настоящие «горячие хетчбэки», и тестирует маленький и мощный Volkswagen Up! GTI на Эболадроме. Так как это первый выпуск в новом году, на «Разговорной улице» троица обсуждает новые автомобили 2018 года. Кларксон решил записать эпичное видео в стиле Кена Блока, назвав его «Farmkhana» (рус. «Фермерский дрифт»), но Мэй и Хаммонд срывают его планы, показывая зрителям, как на самом деле выглядели съёмки этого сюжета. А в «Звёздных схватках» британский актёр Доминик Купер и британский комик Билл Бэйли соревнуются за право называться самым быстрым человеком с неудавшейся карьерой в рок-группе. |            |                                                                  | |                                         |                 |
| 19 | 6          | «Jaaaaaaaags» «Ягуа-а-а-ры»                                      | — | Люк Эванс, Кифер Сазерленд              | 12 января 2018  |
| Кларксон, Мэй и Хаммонд в своём стиле намереваются доказать, что старые «Ягуары» не только стильные и хулиганские, но ещё и надёжные, отправляясь в поездку по Колорадо. За время путешествия они наматывают круги по гравию и соревнуются в разгоне и торможении на взлётной полосе одного из самых высотных коммерческих аэропортов в мире, прежде чем сделать пожалуй самую безбашенную вещь в своей карьере, спустившись с горнолыжного склона за рулём своих «Ягуаров». На «Разговорной улице» речь заходит о приспособлениях пожарных бригад, в частности о гидравлических ножницах, с использованием которых они иногда перебарщивают, о новом Aston Martin Vantage и не самых удачных названиях, которые порой выбирают китайские компании для выхода на международный рынок. В рубрике «Бой звезд» британец с канадскими корнями Кифер Сазерленд и уроженец Уэльса Люк Эванс оспаривают титул «самого быстрого актёра со средним именем Джордж». |            |                                                                  | |                                         |                 |
| 20 | 7          | «It's a Gas, Gas, Gas» «Это газ, газ, газ»                       | Lamborghini Huracán Performante, Audi Quattro, Lancia 037                                                                 | Энтони Джошуа, Билл Голдберг            | 19 января 2018  |
| В этом эпизоде Мэй и Хаммонд выясняют, что среднестатистический автолюбитель тратит 36 дней своей жизни на то, чтобы заправить свой автомобиль топливом. Используя собственное мастерство, опыт и изобретательность, они решают что-то с этим сделать и пробуют создать систему для дозаправки автомобиля в движении. Также Хаммонд отправится на Эболадром, чтобы протестировать новую «хардкорную» версию Lamborghini Huracán, которая называется Performante. Кларксон тем временем рассказывает историю одной из величайших битв автоспорта: противостояние могущественных Audi Quattro и «андердогов» Lancia 037 в чемпионате мира по ралли 1983 года. На «Разговорной улице» речь пойдёт о современных суперкарах, которые всё чаще являются продуктом мелких компаний, о электронных ручниках, которые мешают мужской части населения показать себя перед девушками и о специальной версии Bentley для любителей охоты, а в самом конце ведущие расскажут о двух пилотах, при помощи собственных истребителей нарисовавших в небе... особенную картину. В рубрике «Бой звезд» столкнутся лицом к лицу непобедимый британский боксёр Энтони Джошуа и звезда WWE американец Билл Голдберг, выясняя, кто из них самый быстрый человек, зарабатывающий на жизнь избиением и удушением других мужчин. |            |                                                                  | |                                         |                 |
| 21 | 8          | «Blasts from the Past» «Отблески прошлого»                       | Ford GT, Aston Martin DB4 GT, Jaguar XK SS, Honda Civic Type R                                                            | Стюарт Коупленд, Ник Мэйсон             | 26 января 2018  |
| Джереми Кларксон и Ричард Хаммонд посещают знаковые места Европы, вызывающие ностальгию у поклонников автоспорта, используя пару воссозданных производителями оригинальных спортивных автомобилей 1950-х годов. Кларксон сел за руль суперлёгкого Aston Martin DB4 GT, а Хаммонд выбрал Jaguar XK SS, и их путешествие начинается с уличной трассы в По, Франция. Однако их веселье прерывает Джеймс Мэй, который приехал на современном Honda Civic Type R, и он по его мнению, лучше во всех отношениях. Также в этом эпизоде шоу Джереми закончит одно незавершённое дело, протестировав на треке Ford GT, который зрители уже видели во втором эпизоде. На «Разговорной улице» ведущие обсудят выбор названий для снегоуборочных машин в Донкастере, гонку гепарда и автомобиля из Формулы Е, а также новый полноприводный Porsche с не самым благозвучным названием и планы Ford на выпуск гибридного пикапа F-150. В постоянной рубрике «Бой звезд» будет выбран «самый быстрый в мире барабанщик из группы с названием на букву П», а оспаривать это звание будут американец Стюарт Коупленд из The Police и британец Ник Мэйсон из Pink Floyd. |            |                                                                  | |                                         |                 |
| 22 | 9          | «Breaking, Badly» «Во все тяжкие»                                | Jaguar XJ220, Bugatti EB 110 Super Sport                                                                                  | Динамо, Пенн и Теллер                   | 2 февраля 2018  |
| На этой неделе троица попытается установить британский рекорд скорости на воде для автомобилей-амфибий. Ошеломляющие 85 процентов людей, которые пытаются побить рекорды на воде, погибают, но это не останавливает Кларксона, Мэя и Хаммонда от постройки собственного, разрешённого для дорог, автомобиля на лодочных и реактивных двигателях. Затем они используют своё изобретение для того, чтобы рассекать по неспокойным водам огромного озера во время чего-то, называемого «Неделя скорости Конистона». Кроме этого, Джереми совершит ностальгическую поездку по Эболадрому за рулём двух невероятных и очень быстрых суперкаров из ранних 90-х — Bugatti EB 110 и Jaguar XJ220. На «Разговорной улице» речь пойдёт о новых BMW Z4 и Toyota Supra, построенных на одном шасси, также ведущие обсудят судьбу парня из Volkswagen, который пострадал в результате дизельного скандала, ещё несколько минут будет уделено новым автомобилям Rimac и McLaren, а также обсуждению скорости, которую могут развивать в полёте птицы. В рубрике «Бой звезд» за титул самого быстрого волшебника в мире будут бороться британец Стивен Фрейн (Динамо) и американцы Пенн и Теллер. |            |                                                                  | |                                         |                 |
| 23 | 10         | «Oh, Canada» «О, Канада»                                         | Alfa Romeo Stelvio Quadrifoglio, Range Rover Velar, Porsche Macan Turbo Performance Pack, Tesla Model X, Ford F150 Raptor | Рори Макилрой, Пэрис Хилтон             | 9 февраля 2018  |
| Кларксон, Мэй и Хаммонд отправляются в Канаду, чтобы доказать, что компактные кроссоверы абсолютно бесполезны. Джереми садится за руль Alfa Romeo Stelvio Quadrifoglio, Джеймс выбрал Range Rover Velar, а Ричард — Porsche Macan Turbo Performance Pack. Для начала троица докажет, что все эти автомобили медленнее на треке, чем BMW M3, недостаточно приспособлены для перевозки собак и вообще, медленнее, чем лошадь. В этот момент мистер Уилман присылает текстовое сообщение с заданием — прицепить к своим автомобилям лодку и взобраться на канадские горы. Так как у Alfa Romeo не было фаркопа, Джереми решил всех обмануть и пересел на Ford F150 Raptor, который и выиграл гонку, доказав своё безоговорочное преимущество над компактными внедорожниками. Также в этом выпуске Кларксон тестирует Tesla Model X на треке и на дороге в сопровождении юристов. На «Разговорной улице» ведущие обсуждают новые внедорожники и фургоны 2018 года. В рубрике «Бой звезд» американка Пэрис Хилтон и североирландец Рори Макилрой выясняют, кто же из них самый быстрый в мире любитель гольфа. |            |                                                                  | |                                         |                 |
| 24 | 11         | «Feed the World» «Сытый мир»                                     | — | —                                       | 16 февраля 2018 |
| В этом специальном эпизоде Джереми Кларксон, Джеймс Мэй и Ричард Хаммонд отправляются в эпическое, сложное и необычное путешествие по Мозамбику, чтобы попытаться спасти мир от голода. Дело в том, что в прибрежных районах этой африканской страны люди хорошо обеспечены дарами океана, но в отдалении от побережья население живёт на грани голода. Чтобы исправить эту ситуацию, троица решает найти лучший способ для транспортировки рыбы внутри страны. Так как, ожидаемо, они не могут прийти к компромиссу, каждый выбирает свой способ. У Джереми это пикап Nissan Navara, в который он встроил холодильную установку, у Джеймса — старый универсал Mercedes W123, оборудованный аквариумом с морской водой, а у Ричарда новый современный мотоцикл TVS Star с приспособлением для сушки рыбы. Также в этом эпизоде Хаммонд снова попадёт в аварию, изрядно напугав всю съёмочную группу. |            |                                                                  | |                                         |                 |

### Сезон 3 (2019)
В третьем сезоне создатели передачи отказались от рубрики со знаменитостями, чтобы уделить больше внимания записанным сюжетам.
| № в сериале | № в сезоне | Название                                                                         | Обзоры                                                                                           | Дата премьеры   |
| --- | ---------- | -------------------------------------------------------------------------------- | ------------------------------------------------------------------------------------------------ | --------------- |
| 25 | 1          | «Motown Funk» «Веселье в Городе моторов»                                         | Ford Mustang RTR Spec 3, Chevrolet Camaro Exorcist, Dodge Challenger SRT Demon, McLaren Senna    | 18 января 2019  |
| В этой серии Джереми, Ричард и Джеймс отправились в Детройт, на родину двигателя V8. На данный момент город является одним из беднейших в США, хотя в 60-х годах прошлого века он был одним из богатейших городов страны. Ведущие решили, что пустующие окраины города — это идеальная площадка для автолюбителей, поэтому они взяли три современных прокаченных американских маслкара. Кларксон выбрал Ford Mustang RTR Spec 3, Хаммонд — Dodge Challenger SRT Demon, а Джеймс управлял Chevrolet Camaro Exorcist. Для начала было решено провести гонку по прямой в городе, но Ричард отказался участвовать, так как компания Dodge не разрешила ему участвовать в гонках на дорогах общего пользования. Затем трио отправилось в театр Генри Форда, чтобы узнать, чей автомобиль самый громкий. После ведущие решили построить гоночную трассу прямо в городе. Центр города сильно загружен, поэтому они принялись обустраивать трассу на старом заводе Cadillac. В постоянной рубрике «Разговорная улица» поднимается тема ценообразования суперкаров. По мнению Ричарда, упадок Детройта связан с тем, что стоимость американских суперкаров сильно занижена, ведь европейские автомобили, обладающие такой же мощностью, стоят в несколько раз дороже. Если бы производители подняли цены хотя бы в два раза то, по мнению Хаммонда, они бы не разорились так быстро, и Детройт остался бы одним из богатейших городов страны. |            |                                                                                  |                                                                                                  |                 |
| 26 | 2          | «Colombia Special Part 1» «Спецвыпуск в Колумбии - Часть 1»                      | —                                                                                                | 25 января 2019  |
| Джереми, Ричард и Джеймс отправляются в Колумбию по поручению Amazon. Ведущие должны сделать фотографии диких животных страны: ягуара, гиппопотама, кондора и очкового медведя. Им было поручено выбрать три автомобиля с полным приводом. Троица встретилась на пляже Картахена: Джеймс выбрал доработанный Fiat Panda 4х4, Джереми прибыл на Jeep Wrangler, а Ричард приобрёл Chevrolet Silverado с огромными колёсами и модифицированной подвеской. С самого начала у Ричарда случилась проблема с доставкой авто: оно было выброшено в море вместе с Хаммондом. На то, чтобы изъять авто из моря, понадобилось 10 часов. После чего троица направляется в ближайший город и покупает фотоаппараты для выполнения задания. На протяжении всего путешествия у команды случается много проблем с надёжностью автомобилей и много смешных ситуаций. В конце первого из двух эпизодов Ричард пробует сфотографировать ягуара, расставляя специальные камеры-ловушки. Увы, ягуар так и не попадает полностью в кадр и троица продолжает путешествие. |            |                                                                                  |                                                                                                  |                 |
| 27 | 3          | «Colombia Special Part 2» «Спецвыпуск в Колумбии - Часть 2»                      | —                                                                                                | 26 января 2019  |
| Кларксон, Мэй и Хаммонд продолжают своё путешествие на юг страны, чтобы запечатлеть очкового медведя. Они замечают его в джунглях, и Джереми на своём Jeep Wrangler удаётся подобраться к зверю поближе. После ночи в Боготе троица отправляется на автомобильный рынок, чтобы усовершенствовать свои автомобили, а съёмочная группа устраивает футбольный товарищеский матч со своими местными координаторами. Затем, ведущие отправляются на вулкан в поисках кондора, но штормовой град заставляет их спуститься вниз ни с чем. Кларксон выясняет у местных жителей, что у одного богатого „бизнесмена“ по имени Пабло были домашние гиппопотамы, которые сбежали в дикую природу, после того, как „бизнесмена“ застрелила полиция. В конце концов, им удаётся найти двух гиппопотамов, и Хаммонд и Мэй успешно их фотографируют. Серия завершается демонстрацией фотографий, которые троице удалось сделать за время путешествия. |            |                                                                                  |                                                                                                  |                 |
| 28 | 4          | «Pick Up Put Downs» «Пикапы и падения»                                           | Mercedes X-Class, Ford Ranger, Volkswagen Amarok, Jaguar XE SV Project 8                         | 1 февраля 2019  |
| Ведущие отправляются в Уэльс, чтобы выяснить, настолько ли хороши европейские пикапы как их японские собратья. Мэй садится за руль Mercedes Benz X-Class, Хаммонд выбирает Ford Ranger, а Кларксон — Volkswagen Amarok. После неудачной попытки использовать их в сельском хозяйстве, троица устраивает серию тестов на пригодность пикапов для стран третьего мира. Они проверяют, насколько хорошо машины справятся со свержением диктаторов, бегством от хаоса, заправкой военной техники и разжиганием гражданских войн. Несмотря на то, что Volkswagen справился со всеми заданиями лучше всех, в студии Ричард и Джереми объявляют лучшим Ford, а Джеймс отказывается признать победителя. Также Кларксон тестирует заряженный седан Jaguar XE SV Project 8 на Эболадроме. |            |                                                                                  |                                                                                                  |                 |
| 29 | 5          | «An Itchy Urus» «Зудящий Urus»                                                   | Alpine A110, Lamborghini Urus                                                                    | 8 февраля 2019  |
| В этом эпизоде Джереми Кларксон отправляется в Арьеплуг, Швеция, чтобы протестировать новый внедорожник Lamborghini Urus на скользких и слякотных дорогах, а также принять участие в полной захватывающих событий гонке по замёрзшему озеру против Эбби Итон на Porsche 911 Turbo. Джеймс Мэй с редким визитом посещает Эболадром, чтобы испытать Alpine A110, новый французский спорткар, который надеется добиться успеха, в отличие от своих собратьев. Ричард Хаммонд рассказывает историю трагически погибшего шотландского автогонщика Джима Кларка, тихого и скромного человека, чьи достижения на треке сделали его величайшим на все времена. |            |                                                                                  |                                                                                                  |                 |
| 30 | 6          | «Chinese food for thought» «Китайская пища для размышлений»                      | Mercedes S600, BMW 750iL, Cadillac STS, Hongqi L5, NIO EP9                                       | 15 февраля 2019 |
| Джереми, Джеймс и Ричард отправляются в китайский мегаполис Чунцин, который многие называют местным Детройтом, и дают ценные советы для бизнесменов всего Китая: не тратить огромные суммы на новый роскошный автомобиль, а купить подержанный представительский лимузин в Европе и за небольшие деньги отправить его домой. Чтобы доказать свою точку зрения, ведущие совершают поездку по городу и окрестностям на старом Mercedes S600, стареющем BMW 750iL и двадцатилетнем Cadillac STS, встречая на своём пути различные препятствия и автомобильные развлечения. Кроме этого Кларксон протестирует китайский лимузин Hongqi L5. Также в этом выпуске речь пойдёт о новом сверхбыстром электрическом суперкаре NIO EP9, тест которого безрассудно доверили Хаммонду. |            |                                                                                  |                                                                                                  |                 |
| 31 | 7          | «Well Aged Scotch» «Хорошо выдержанный скотч»                                    | Alfa Romeo GTV6, Fiat X1/9, Lancia Gamma Coupe, BMW M5, Alpina B5                                | 22 февраля 2019 |
| В этом эпизоде Джереми Кларксон, Джеймс Мэй и Ричард Хаммонд намереваются доказать, что не все классические автомобили стали безумно дорогими, найдя редкие и желанные итальянские автомобили по приемлемым ценам. Втроём они отправились в путешествие по горам Шотландии: Кларксон на Alfa Romeo GTV6, Хаммонд на Fiat X1/9 и Мэй на Lancia Gamma Coupe. Они проехали по невероятным дорогам известного шоссе «North Coast 500» под аккомпанемент досаждающих коробок передач, неисправных дворников и ноющего от холода Хаммонда. Также в этом эпизоде на Эболадроме Джереми протестирует новый супер-седан BMW M5 в сравнении с таким же, но всё-таки другим Alpina B5. |            |                                                                                  |                                                                                                  |                 |
| 32 | 8          | «International Buffoons’ Vacation» «Отпуск мировых клоунов»                      | Chevrolet Corvette ZR-1, Cadillac CTS-V, Jeep Grand Cherokee Trackhawk                           | 1 марта 2019    |
| В этом специальном выпуске Джереми Кларксон, Ричард Хаммонд и Джеймс Мэй вынуждены отправиться в отпуск по юго-западу Соединённых Штатов в арендованном мистером Уилманом «доме на колёсах», крайне бессмысленном, неудобном и медленном. Проведя 24 часа в таких условиях и буквально дойдя до точки кипения, ведущие решают взять всё в свои руки. Каждый из них покупает по своему «дому на колёсах», который модернизирует в соответствии со своими предпочтениями, чтобы сделать продолжение путешествия по Неваде максимально комфортным. У Кларксона получилась сухопутная яхта, у Мэя передвижной паб, а у Хаммонда аскетичный грузовик. За время путешествия они также успевают погонять по пустыне на багги и протестировать три мощных американских автомобиля на гоночном треке Spring Mountain, а в конце устраивают разрушительную гонку на выживание в «домах на колёсах». |            |                                                                                  |                                                                                                  |                 |
| 33 | 9          | «Aston, Astronauts and Angelina’s Children» «Астон, астронавты и дети Анджелины» | Aston Martin Vantage, Citroën C3 Aircross                                                        | 8 марта 2019    |
| В этом разнообразном эпизоде Ричард Хаммонд отправляется на Эболадром, чтобы протестировать новый Aston Martin V8 Vantage и узнать, получилось ли у маленькой британской компании выпустить спортивный автомобиль, который наконец-то сможет сравниться с мощным Porsche 911. Джеймс Мэй готов окунуться в историю, изучая машины, которыми управляли астронавты, участвовавшие в лунной программе Аполлон, а также совершить пробирающую до мурашек поездку на настоящем Corvette Нила Армстронга во Флориде. Тем временем, Джереми Кларксон начинает чрезвычайно продуманное и тщательное тестирование Citroen C3 AirCross на территории Англии, Франции и Италии, пытаясь продемонстрировать своим скептически настроенным коллегам, что этот автомобиль быстрый, вместительный и универсальный. |            |                                                                                  |                                                                                                  |                 |
| 34 | 10         | «The Youth Vote» «Выбор молодёжи»                                                | Volkswagen Polo GTI, Ford Fiesta ST, Toyota Yaris GRMN, Lamborghini Countach, Ferrari Testarossa | 15 марта 2019   |
| Джереми, Джеймс и Ричард чествуют доступное, практичное и забавное «чудо» — горячие хетчбэки. Кларксон на Volkswagen Polo GTI, Хаммонд на Ford Fiesta ST и Мэй на труднопроизносимом Toyota Yaris GRMN отправляются на специальную трассу Grand Tour по ралли-кроссу и развлекаются, пока им не говорят перестать дурачиться и сделать эти автомобили привлекательными для молодёжи. Вооружившись стикерами, лозунгами и социальными сетями, троица сталкивается лицом к лицу с некоторыми испытаниями, которые им придётся пройти. Также в этом эпизоде Джеймс и Ричард посещают Эболадром, чтобы сравнить две иконы 80-х годов — Lamborghini Countach и Ferrari Testarossa. В этом эпизоде в качестве специальных гостей появляются кембриджский профессор Мэри Бирд, фотограф Дэвид Ярроу, телезвезда Александра «Бинки» Фелстед и жена Хаммонда, Минди. |            |                                                                                  |                                                                                                  |                 |
| 35 | 11         | «Sea to Unsalty Sea» «От моря к несолёному морю»                                 | —                                                                                                | 22 марта 2019   |
| Троица садится за руль трёх автомобилей класса Gran Turismo: Bentley Continental GT, Aston Martin DBS Superleggera и BMW M850i, чтобы совершить эпическое путешествие длиной в тысячу километров от солёных вод Чёрного моря в Грузии до побережья пресноводного Каспия в Азербайджане. Всё это они делают, чтобы узнать, какой автомобиль лучше выбрать тому, кто живёт в Грузии, но хочет питаться свежей пресноводной рыбой. По пути в столицу Азербайджана, Баку, ведущим встретятся странные способы купания, подвижные границы и эпические монументы. |            |                                                                                  |                                                                                                  |                 |
| 36 | 12         | «Legends and Luggage» «Легенды и багаж»                                          | Lancia Stratos II, Lancia Delta Futurista, Porsche 917                                           | 29 марта 2019   |
| Джереми Кларксон тестирует на Эболадроме две модернизированных версии классических Lancia, одна из них — полное обновление Delta Integrale, другая — совершенно новый взгляд на легендарный Stratos. Тем временем Джеймс Мэй оглядывается на невероятную историю Porsche 917, начиная с его ранних дней, когда он зарекомендовал себя как бесперспективного «производителя вдов» и заканчивая его превращением в один из самых успешных гоночных автомобилей всех времён. Он также пригласил за руль легендарного гонщика Ричарда Эттвуда, который был победителем гонки 24 часа Ле-Мана на этом автомобиле в 1970 году, чтобы устроить заезд между ним и Нилом Яни, победителем Ле-Мана 2016 года, за рулём Porsche 911 GT2 RS на автодроме Алгарве в Португалии. Также в этом эпизоде Ричард Хаммонд вместе с Кларксоном отправляются в лондонский аэропорт Станстед, чтобы найти способ ускорить прохождение регистрации, досмотр и путь к самолёту, разработав два радикальных подхода к идее моторизации ручной клади. В конце эпизода постоянный водитель Гранд Тура — Эбби и Аарон Дэвис, второй самый быстрый молодой скейтбордист Англии, устроили гонку в аэропорту на самоходных чемоданах Джереми и Ричарда. |            |                                                                                  |                                                                                                  |                 |
| 37 | 13         | «Survival of the Fattest» «Выживает самый толстый»                               | —                                                                                                | 5 апреля 2019   |
| В этом специальном эпизоде троица попадает в бескрайнюю пустыню Монголии. Им дают задание ждать «доставку», в которой они получают минимальный запас воды и продуктов, а также запакованные детали автомобиля, который им предстоит собрать, чтобы добраться до цивилизации. Выход из этой огромной и полностью свободной от людей местности будет достаточно трудным, особенно учитывая небольшой запас еды и чистой воды всего на несколько дней. И для начала они должны построить целый автомобиль, чтобы преодолеть на нём несколько сотен километров сквозь пустыню, озёра, реки и болота до города Мурэн, при том, что один из «инженеров» — самый большой в мире фанат молотка. |            |                                                                                  |                                                                                                  |                 |
| 38 | 14         | «Funeral for a Ford» «Похороны «Форда»»                                          | Ford Cortina, Ford Sierra RS Cosworth, Ford Mondeo                                               | 12 апреля 2019  |
| В финальном эпизоде третьего сезона трое ведущих устраивают короткий и информативный урок истории, посвящённый одной из основ британской жизни — среднеразмерному седану Ford. Начав рассказ с модели Cortina 1960-х и 1970-х годов, они рассказывают историю автомобиля, который изменил британское общество и обеспечил транспортом миллионы пап, в том числе Кларксона-старшего и отца Мэя, но, к его досаде, не папу Ричарда. Чтобы осветить период 1980-х в этом документальном фильме, Хаммонд отправляется на гоночный трек за рулём легендарной модели Sierra RS Cosworth. После этого все трое снова собираются вместе, чтобы чествовать Ford Mondeo и обсудить причины его уникальной славы. Поскольку Mondeo, похоже, снимут с производства в ближайшие годы, урок истории заканчивается трогательной поминальной службой в память об этом символе британской жизни. |            |                                                                                  |                                                                                                  |                 |

### Сезон 4 (2019—2021)
| № в сериале | № в сезоне | Название                          | Дата премьеры   |
| --- | ---------- | --------------------------------- | --------------- |
| 39 | 1          | «Seamen» «Моряки»                 | 13 декабря 2019 |
| В этом эпизоде ведущие пытаются пересечь дельту реки Меконг так, как они ещё никогда не делали — на лодках. Хаммонд выбрал скоростной катер Scarab из сериала «Гром в раю», Мэй остался верен себе и устроился за штурвалом деревянного прогулочного катера Wooden Cruiser 1939 года, а Кларксон приобрёл сделанную на заказ копию патрульного катера PBR ВМС США за 100 тысяч фунтов. Их путешествие начинается с озера Тонлесап, располагающегося в провинции Сиемриап в Камбодже, а их конечная цель — город Вунгтау во Вьетнаме. За время путешествия троице придётся столкнуться с последствиями глобального потепления и строительства электростанций в Китае, помучаться от бессонницы, бороться с рыболовными сетями, травяными зарослями, стихией и собственными лодками. Джереми также воспользуется случаем и расскажет несколько историй времён войны во Вьетнаме. |            |                                   |                 |
| 40 | 2          | «A Massive Hunt» «Большая охота»  | 17 декабря 2020 |
| В этом эпизоде путешествие начинается с острова Реюньон. Ведущие садятся за руль трёх мощных автомобилей, Кларксон — в Bentley Continental GT, Хаммонд — в Ford Focus RS, а Мэй — в Caterham 7 310R. Троица наслаждается своими автомобилями и прекрасными пейзажами острова, устраивая гонку по прямой на свежепостроенной и самой дорогой дороге в мире. Затем Джереми, Джеймсу и Ричарду предстоит привнести улучшения в конструкцию своих авто, чтобы отправиться на остров Мадагаскар и пересечь его в надежде найти сокровища пирата Ла Бюза. Из-за того, что дороги на Мадагаскаре считаются одними из самых плохих в мире, автомобили серьёзно преображаются: Джеймс поставил большие колёса, Джереми дополнительно к колёсам изменил подвеску и добавил внешний каркас безопасности, а Ричард и вовсе избавился от колёс, заменив их на гусеницы. Ведущим предстоит совершить одно из самых сложных путешествий, и даже не все машины в итоге справятся с этим. |            |                                   |                 |
| 41 | 3          | «Lochdown» «Лохдаун»              | 30 июля 2021    |
| В этом выпуске шоу ведущие задаются вопросом, почему американские автомобили не прижились в Европе. Чтобы выяснить это, они отправляются в путешествие по Шотландии за рулём классических американских автомобилей: Кларксон на Lincoln Continental Mark V, Мэй на Cadillac Coupe de Ville, а Хаммонд на Buick Riviera. С трудом преодолев узкие улицы Эдинбурга, ведущие отправляются на гоночный трек, чтобы сравнить свои автомобили с типичным шотландским авто того времени, за рулём которого оказалась Эбби Итон. Из-за пандемии COVID-19 троица не может заселиться в отель, поэтому мистер Уилман покупает для них дома на колёсах. Суровые шотландские дороги выводят их из строя, поэтому ведущим приходится найти для ночлега замок. Чтобы выяснить, кто делал худшие машины — США или СССР, Кларксон, Мэй и Хаммонд устраивают гонки на выживание между американскими и советскими авто. После этого они пересаживаются в американские маслкары: Джереми в Ford Shelby Mustang GT500 1967 года, Джеймс в Chevrolet Camaro Z/28 1969 года, а Ричард в Dodge Charger R/T 1968 года, но быстро понимают, что смотрятся «белыми воронами» в Британии. Мистер Уилман сообщает, что построил на одном из островов на севере Шотландии общину для любителей всего американского, чтобы отправиться туда, ведущие делают ещё более американскими свои классические авто: Кларксон установил широкую спортивную резину, Хаммонд добавил турбонагнетатель и спойлер, а Мэй превратил свою машину в лоурайдер. Добравшись до острова, троица узнаёт, что им нужно соорудить понтонный мост, чтобы добраться до конечной точки маршрута. После трёх дней тяжёлой работы им удаётся достичь цели, но всё оказывается не совсем так, как они себе представляли. |            |                                   |                 |
| 42 | 4          | «Carnage a Trois» «Карнаж а труа» | 17 декабря 2021 |
| В этом выпуске ведущие путешествуют по Англии и Уэльсу, пытаясь найти ответ на вопрос, что в самом деле значит «быть французским». Для этого они тестируют огромное количество французских авто, включая Citroën SM. А для путешествия троица выбрала три странных и причудливых французских автомобиля: Кларксон — Citroën CX Safari, Хаммонд — Matra Murena, а Мэй — Renault Avantime. |            |                                   |                 |

### Сезон 5 (2022—2024)
| № в сериале | № в сезоне | Название                                | Дата премьеры    |
| --- | ---------- | --------------------------------------- | ---------------- |
| 43 | 1          | «A Scandi Flick» «Скандинавский маневр» | 16 сентября 2022 |
| На этот раз троица отправляется в холодное и захватывающее приключение по северным территориям дикой природы Европы за рулём трёх раллийных седанов: Мэй на Mitsubishi Lancer Evolution VIII, Хаммонд на Subaru Impreza WRX STI 2003 года и Джереми на Audi RS4 B7. Ведущим предстоит проехать с севера Норвегии через Швецию и Финляндию до границы с Россией за шесть дней. Чтобы узнать, чья машина быстрее, они решают устроить заезд на максимальную скорость внутри узкого тоннеля на территории военной базы ВМФ в Норвегии. Во время этого испытания Джеймс попал в аварию, разбил машину и после провёл несколько дней в больнице, пропустив часть путешествия. Хаммонд и Кларксон тем временем отправились в Швецию, где устроили гонки по замёрзшему озеру, предварительно сделав свои машины более спортивными и раллийными, т.к. ранее Ричард и Джеймс упрекали Джереми в том, что он выбрал недостаточно раллийную Audi. Когда Мэй воссоединяется с коллегами на отремонтированной машине, они устраивают заезд скийоринга — экстремального спорта, где лыжник держится за трос, привязанный к мотоциклу или автомобилю, с тремя местными экстремалами. После ночёвки в хижине посреди снежной глуши, оказавшейся туристическим центром, ведущие отправились маленький шахтёрский и самый северный город Швеции — Кируна. Особенность местных жителей периодически перевозить свои дома подальше от шахты натолкнула троицу на идею прицепить к своим машинам небольшие дома на санях, в которых они могли бы переночевать в дальнейшем пути. Преодолев границу Швеции и Финляндии по замёрзшей реке, ведущие остановились на ночлег посреди снежной бури, оказавшись на горнолыжной трассе. На финальном отрезке пути троица свернула с дороги, чтобы обойти суровые финские скоростные ограничения. |            |                                         |                  |
| 44 | 2          | «Eurocrash» «Евробум»                   | 16 июня 2023     |
| В этом почти двухчасовом эпизоде ведущие отправляются в путешествие длиной более 2000 километров по центральной и восточной Европе. Их путь начинается в одном из крупнейших балтийских портов — в польском Гданьске, куда они прибывают на пароме, а конечная точка их маршрута — озеро Блед в Словении. Для своего путешествия, «которое никто раньше не совершал», они выбирают машины, «которые никто ранее не покупал»: Хаммонд выбрал пикап-кабриолет Chevrolet SSR, Кларксон — машину в стиле Круэллы Де Виль Mitsuoka Le-Seyde, а Мэй — 26-сильный Crosley CC Convertible 1947 года выпуска. Посетив центр Гданьска, троица отправляется в Познань, где они планируют участвовать в гонках, зародившихся во времена СССР, под названием Formula Easter. Однако, участие в гонке смог принять только Хаммонд, поскольку Кларксон оказался слишком толстым, чтобы влезть в болид, а Мэй опоздал на квалификацию. После гонки, закончившейся раньше времени, путешественники посещают Статую Христа Царя и бывший концлагерь Шталаг Люфт III. Правда, Мэй снова опаздывает. Из-за того, что машина Джеймса оказывается невероятно медленной, он в итоге пересаживается на запасной автомобиль — хот-род Ford с провокационной надписью на борту. Все трое наконец-то одновременно добираются до Кракова, где посещают музей восковых фигур и похищают из него фигуру британского гонщика Найджела Мэнселла. Чтобы приободрить коллегу, Джереми и Ричард устраивают для Мэя и его Crosley драг-рейсинг с участием самосвала Tatra, трактора JCB, трёхколёсного раритетного авто Velorex и велосипедиста на аэродроме в Словакии. Там же Кларксон и Мэй тестируют Skoda 1100 OHC и Praga Bohema. Также все трое наблюдают со стороны за взлётом и приземлением первого в мире летающего авто — Klein Vision AirCar. Затем мистер Уилман заставляет их поучаствовать в гонке на выживание против конных лучников в Венгрии. Мэй был не очень доволен скоростными качествами подменного автомобиля, поэтому его спустили с одного из горных склонов с Найджелом за рулём, побив скоростной рекорд Мэя, но уничтожив машину. Полюбовавшись озером Блед, герои получают последнее задание от мистера Уилмана: успеть на самолёт к 8 утра, для этого им нужно будет попасть на своих авто внутрь движущегося по взлётной полосе Ил-76. |            |                                         |                  |
| 45 | 3          | «Sand Job» «Песчаное дело»              | 16 февраля 2024  |
| В этом эпизоде троица отправляется в Мавританию, чтобы проехать по маршрутам легендарной гонки Париж-Дакар за рулём подержанных спортивных авто. Каждый из них покупает кабриолет стоимостью около 25000 фунтов, а затем модернизирует его для преодоления сложного пустынного маршрута. Джереми выбирает Jaguar F Type V6, Ричард тоже едет за Британию на Aston Martin Volante V12, а Джеймс представляет Италию за рулём Maserati GranCabrio. За время путешествия ведущим предстоит пересечь неспокойный регион Сахары, придумать способ для преодоления границы по воде, удивиться состоянию автомобилей на дорогах столичного города Нуакшот, и испытать потрясающее разочарование на знаменитом финишном пляже в Сенегале. |            |                                         |                  |

### Сезон 6 (2024)
| № в сериале | № в сезоне | Название                        | Дата премьеры    |
| --- | ---------- | ------------------------------- | ---------------- |
| 46 | 1          | «One for the road» «На посошок» | 13 сентября 2024 |
| Отправляясь в своё последнее совместное путешествие, Джереми Кларксон, Ричард Хаммонд и Джеймс Мэй пренебрегают инструкциями Энди Уилмана и планируют своё собственное приключение. Они отправляются в Зимбабве на автомобилях, о которых всегда мечтали: Мэй выбрал Triumph Stag, Хаммонд – Ford Capri GXL, а Кларксон – Lancia Montecarlo. Трио начинает свой путь в гористой местности на востоке Зимбабве, проезжает через столицу страны город Хараре и достигает границы с Ботсваной. Вспоминая о специальном выпуске в рамках программы Top Gear, посвящённом путешествию по Ботсване, вышедшем на экраны в 2007 году, ведущие снова отправляются в поездку по Макгадикгади и завершают свой путь на острове Кубу, сопровождая это архивными кадрами из своего прошлого путешествия к этому месту. Примечание: Этот эпизод знаменует окончание 22-летнего сотрудничества Кларксона, Хаммонда и Мэя как в Top Gear, так и в The Grand Tour. В финальных титрах представлены отрывки из выступлений ведущих за всю их карьеру и серия фотографий ведущих и съёмочной группы. |            |                                 |                  |

### Not Very Grand Tour (спецвыпуски) (2025—2026)
| № в сериале | № в сезоне | Название                                                                                   | Дата премьеры  |
| --- | ---------- | ------------------------------------------------------------------------------------------ | -------------- |
| 1 | 1          | «The Not Very Grand Tour: The Power and the Glory» «The Not Very Grand Tour: Сила и слава» | 18 апреля 2025 |
| Кларксон, Хаммонд и Мэй снова объединились в новом шоу. Этот эпизод посвящён двигателям внутреннего сгорания, а также содержит воспоминания о прошлых тест-драйвах |            |                                                                                            |                |

## Комментарии
1. 1 2  "На посошок"  изначально должен был выйти как четвёртый и последний эпизод пятого сезона, но вышел на Amazon Prime Video как первый и единственный эпизод шестого сезона[1].